# زيلبور إفريقي
زيلبور أفريقي (الاسم العلمي:Xyleborus africanus) هو نوع من الحشرات يتبع جنس الزيلبور من فصيلة السوسية الحقيقية.